# Munzingen
Munzingen ist ein ländlich geprägtes Dorf und seit dem 1. Juli 1973 ein Stadtteil von Freiburg im Breisgau mit eigener Ortsverwaltung. Wie die anderen Freiburger Tunibergdörfer Waltershofen, Opfingen und Tiengen liegt es am östlichen Rande des Tunibergs und ist die südlichste dieser Ortschaften.

## Geschichte
Erstmals erwähnt wurde Munzingen im Jahre 845 mit der Namensform "Munzinga". Allerdings weisen Funde aus der Steinzeit (ältester Magdalénien-Fundplatz in Süddeutschland) auf eine schon sehr viel frühere Besiedelung der Gegend hin. Die Endung „-ingen“ im Ortsnamen weist auf eine alemannische Gründung hin. Im Mittelalter gehörte der Ort lange den Herren von Üsenberg, später den Herren von Staufen und dann der Freiburger Familie Snewlin unter habsburgischer Oberhoheit als Teil Vorderösterreichs. Daher wurde in Munzingen auch nicht die Reformation durchgeführt und der Ort blieb katholisch. Seit 1806 ist Munzingen badisch.

## Wirtschaft
Der Ort ist überregional als bedeutendes Wein- und Spargelanbaugebiet bekannt. Auf ca. 150 ha tiefgründigem Lößboden der Lage Kapellenberg werden von den Munzinger Winzern, die zum größten Teil dem Winzerverein Munzingen angehören, zu über 60 % Spätburgunder, 25 % Müller-Thurgau und 10 % Weißer Burgunder angebaut. Weitere Spezialitäten sind Gewürztraminer und Muskateller.
Neben dem landwirtschaftlichen Sektor sind in Munzingen auch Unternehmen im Bereich Industrie und Handwerk ansässig.
Als ein Unternehmen im Bereich Industrie ist KNF Neuberger, ein Hersteller von Membranpumpen, erwähnenswert.

## Verkehr
Zum Fahrplanwechsel im Dezember 2023 fährt die neu eingeführte Linie 32 von Munzingen über Tiengen, Opfingen, Waltershofen und Umkirch zur Straßenbahnhaltestelle Paduallee in Lehen. Die Nachtbuslinie N40 verkehrt drei Mal pro Wochenendnacht vom Hauptbahnhof aus über die Paduaallee und Umkirch nach Munzingen. Die Linie 34, die zuvor von der Straßenbahnhaltestelle Munzinger Straße bis zum Eugen-Keidel-Bad verkehrte, wurde über Tiengen bis Munzingen verlängert. Die zum Fahrplanwechsel im Dezember 2022 probeweise eingeführte Schnellbuslinie 37 von Munzingen über Tiengen direkt zum Hauptbahnhof wurde zum Fahrplanwechsel im Dezember 2023 fest übernommen.
Seit 2020 besteht in Munzingen eine Probestation des Fahrradverleihsystems Frelo, die im Jahr 2021 dauerhaft eingerichtet wurde.
Munzingen ist über Tiengen und die Freiburger Landstraße mit dem FR 6 und weiter mit der Haid, Haslach und St. Georgen verbunden. Von Munzingen verläuft über Tiengen und Opfingen ein Radweg nach Waltershofen und Umkirch. Über den Tuniberg verläuft der Tuniberghöhenweg nach Merdingen und Gottenheim.  Der Radweg der Grünen Straße von Titisee-Neustadt nach Contrexéville in Lothringen verbindet Munzingen mit Niederrimsingen, Gündlingen und Breisach. Der Europäische Radwanderweg von Freiburg nach Colmar und der Breisgau-Radweg von Breisach nach Herbolzheim verlaufen in diesem Abschnitt identisch.
Die nahegelegene Autobahn A 5 wird erreicht über die Anschlussstellen Freiburg-Süd (Richtung Tiengen) oder Bad Krozingen (Richtung Hausen an der Möhlin).

## Sehenswürdigkeiten
- Weithin in der Gegend sichtbar ist das Wahrzeichen des Tunibergs: Die Erentrudiskapelle, die sich über dem Ort an der Südspitze des Tunibergs erhebt. Sie ist benannt nach Erentrudis von Salzburg und wurde in der 2. Hälfte des 17. Jahrhunderts erstmals errichtet. 1750–1752 wurde sie von dem Bildhauer Matthias Faller restauriert und neu ausgestattet. Ein Teil der Ausstattung wurde ins Freiburger Augustinermuseum verbracht.
- Auf der Munzinger Gemarkung befindet sich weiterhin das Schloss Munzingen, das immer noch von der Gräflichen Familie von Kageneck bewohnt wird. 1672 wurde es von Johann Friedrich Reichsfreiherr von Kageneck im Stil der Renaissance erbaut. Im Jahr 1745 wurde es dann im Stil des Rokoko verändert. Sehenswert ist die reich verzierte Fassade des kleinen Schlosses.
- Schloss Reinach, ehemaliger Gutshof im Besitz derer von Pforr, dann derer Erben, der von Kageneck, heute Hotel und Restaurant.
- In der Ortsmitte befindet sich die katholische Pfarrkirche St. Stephan. Der Chor stammt von 1590, das Langhaus von 1648 wurde 1747 vergrößert und barock umgestaltet. Ein Taufstein aus dem 17. Jahrhundert ist beachtenswert.
- Ebenfalls in der Ortsmitte steht ein „Gigili“ genannter Rundturm, letzter Überrest eines im Dreißigjährigen Krieg zerstörten Wasserschlosses.

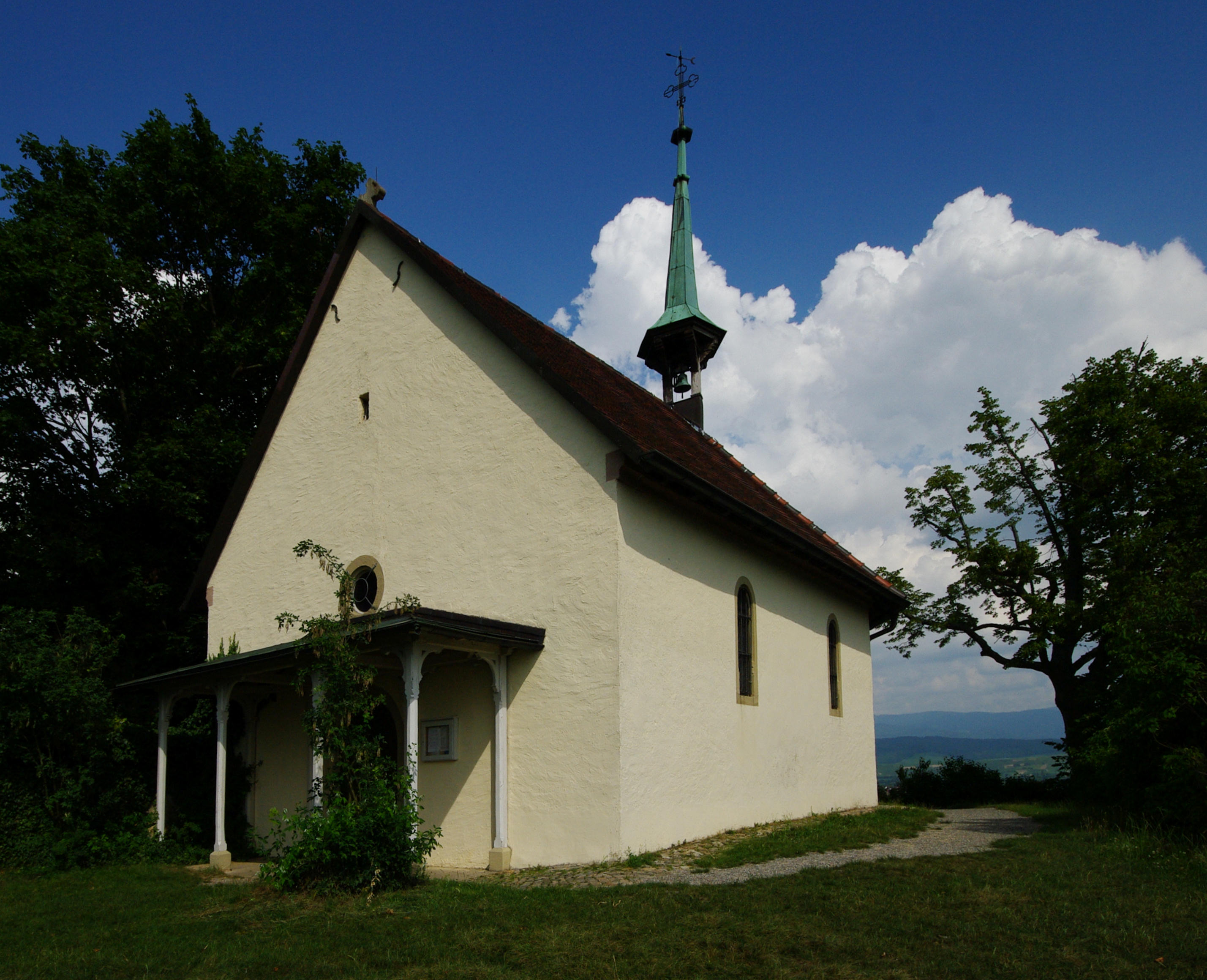
St. Erentrudiskapelle
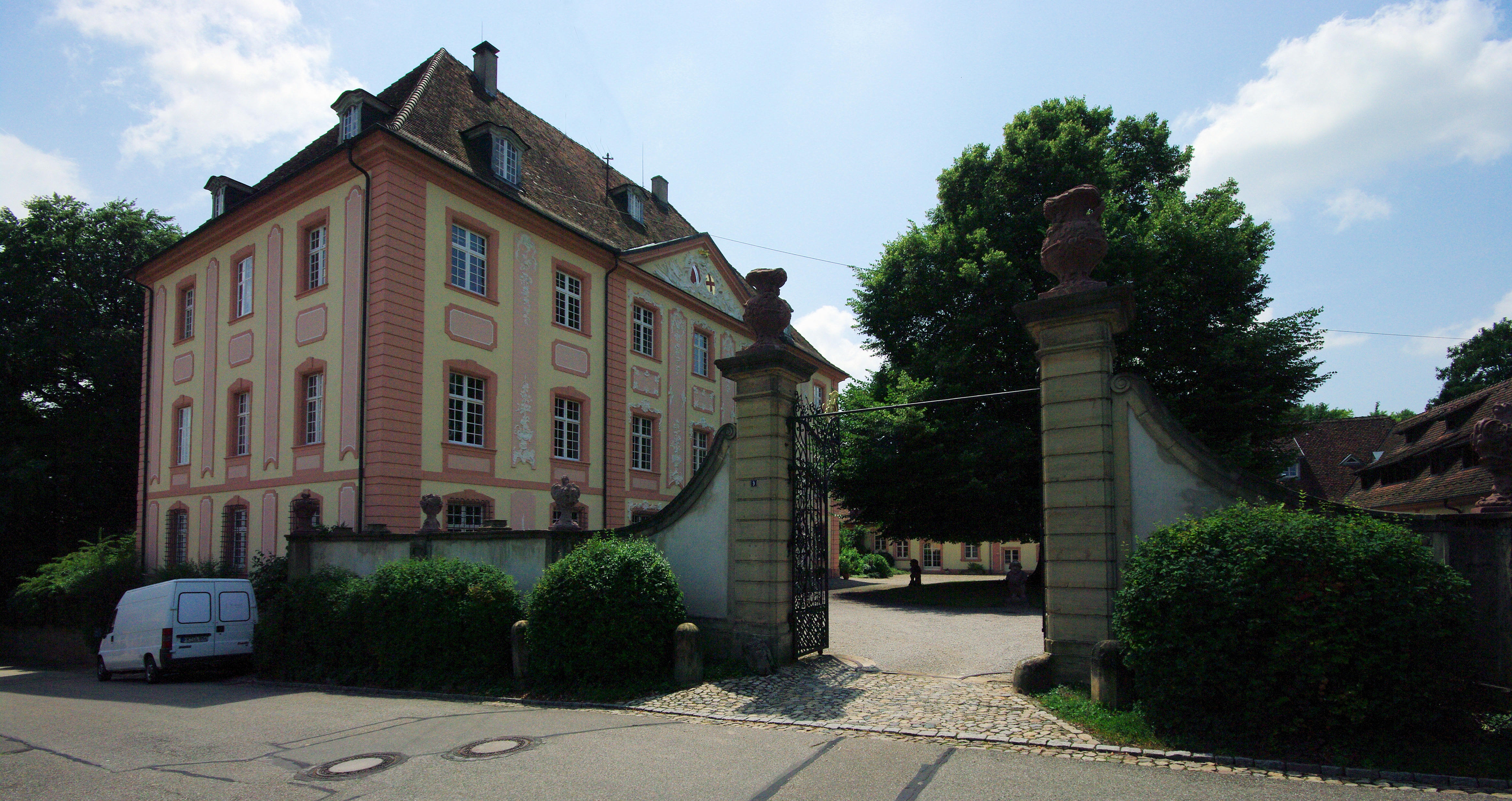
Schloss Munzingen
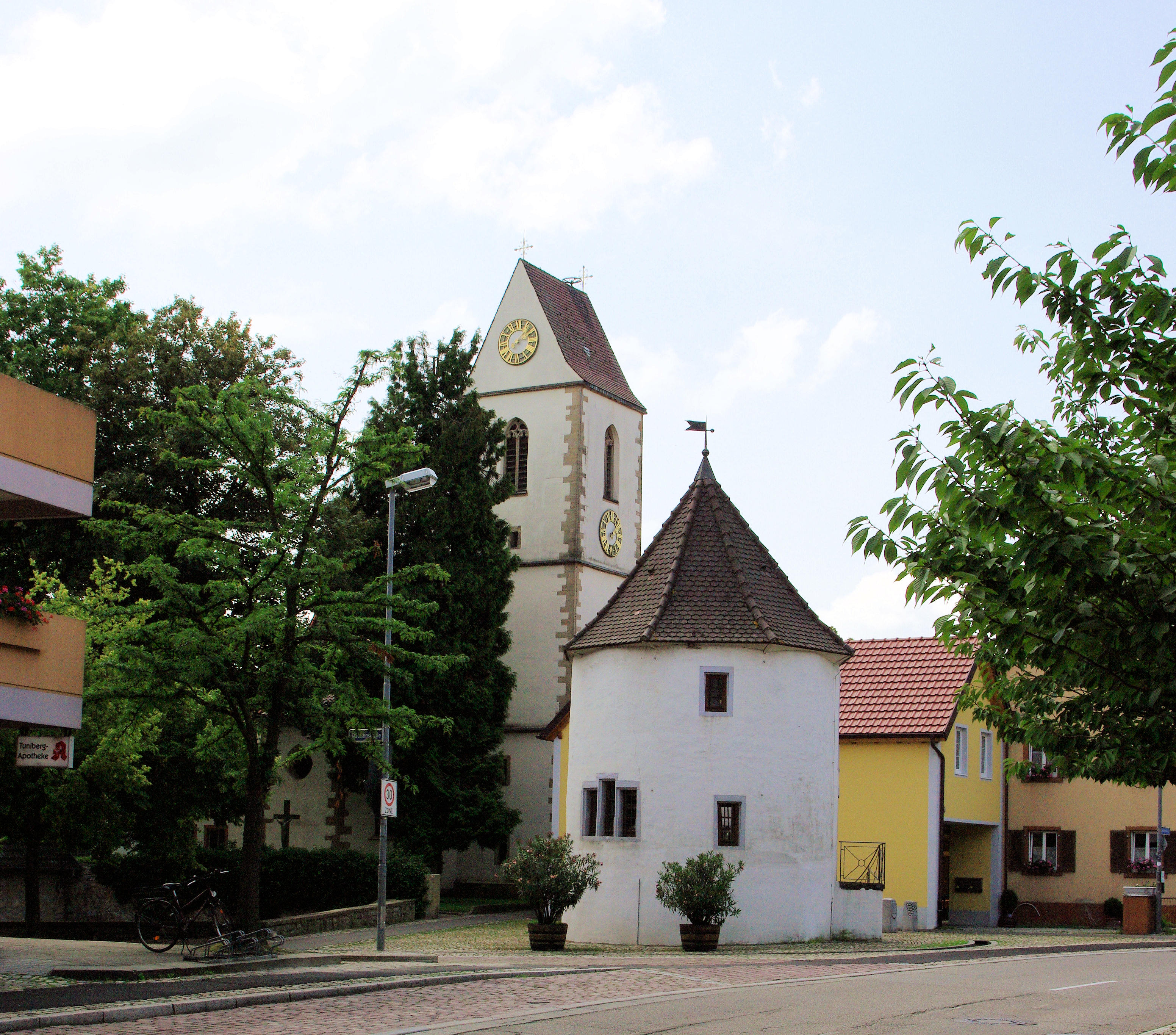
St. Stephan und der „Gigili“
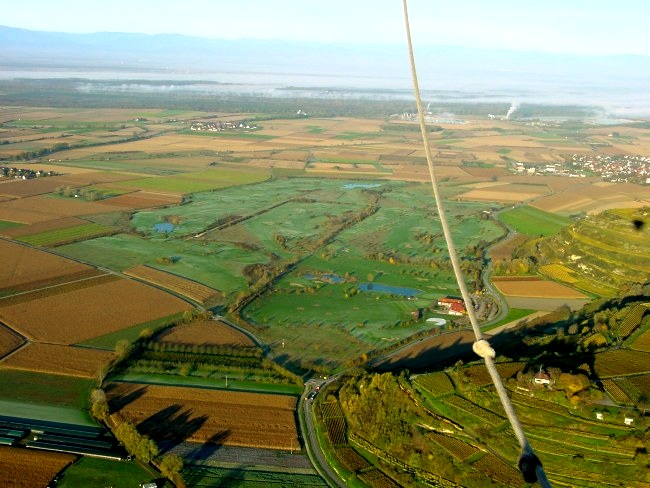
Golfplatz Munzingen

## Persönlichkeiten
- Hans Graf von Kageneck (1902–1996), Beamter und Vertrauter von Franz von Papen
- Heinrich von Kageneck (1835–1887), Majoratsherr und Politiker im Großherzogtum Baden
- Karl Graf von Kageneck (1871–1967), Offizier und Diplomat (Militärattaché)
- Karl Kübler (1831–1907), Politiker
- Alois Lang (1805–1851), Jurist und Verwaltungsbeamter
- Klaus Jürgen-Fischer (1930–2017), Maler, Schriftsteller, Professor für Malerei an der Johannes Gutenberg-Universität Mainz und Redakteur mehrerer Kunstzeitschriften, lebte in Munzingen
- Karl von Wogau (* 1941), 1979 bis 2009 Europaabgeordneter der CDU für Baden-Württemberg und Mitglied des Vorstands der Europäischen Volkspartei, seit 2010 Generalsekretär der Kangaroo Group.

## Sonstiges
- Westlich des Dorfes liegt die Golfanlage Munzingen-Tuniberg, ein 18-Loch-Meisterschaftsplatz.